# Jošio Sakai
Jošio Sakai (jap. pisanjem Sakai Jošio 酒井義雄) (Tokio, Japan, 2. svibnja 1910. – nije poznat nadnevak smrti) je bivši japanski hokejaš na travi.  
Osvojio je srebrno odličje na hokejaškom turniru na Olimpijskim igrama 1932. u Los Angelesu. 
Na Olimpijskim igrama u Berlinu 1936. je također igrao za Japan. Pobijedio je u dvjema utakmicama, a izgubio jednu. Japan nije prošao dalje. Sakai je odigrao sva tri susreta na mjestu veznog igrača.

## Vanjske poveznice
- Profil na Database Olympics